# Valses de Chopin

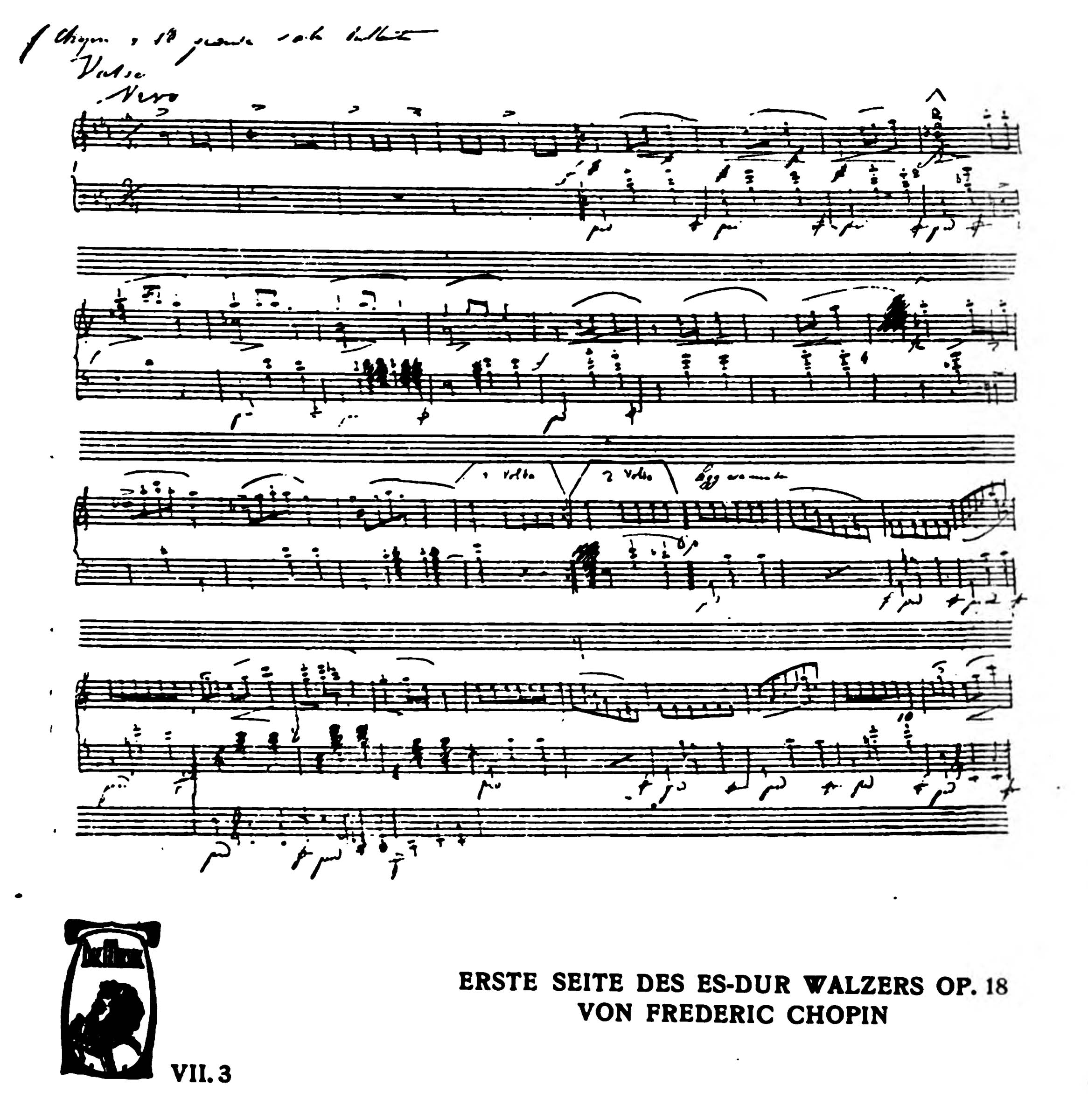
Première page manuscrite de la partition de la Grande Valse brillante.

Les Valses de Chopin sont un ensemble de vingt valses pour piano seul composées par Frédéric Chopin. Elles font partie des pièces les plus jouées du répertoire romantique pour piano, dont Chopin est représentatif.
Les valses de Chopin ne sont pas traditionnelles ; en effet, trois d'entre elles seulement sont destinées à être dansées : la Grande Valse brillante op. 18, la Valse en do dièse mineur op. 64 no 2 (dite « Valse pure ») et la Valse en fa mineur op. 70 no 2.
Elles n'ont pas été écrites à la suite et leur composition s'étale entre 1829 et 1848. Seules huit d'entre elles ont été publiées du vivant du musicien. Certaines, non publiées, sont des œuvres de jeunesse (comme l'opus 70). Il existerait deux autres valses dont la dernière, écrite en 1848, a été perdue.

## Nombre exact
Chopin a peut-être écrit jusqu'à trente-sept valses pour piano, mais seules dix-neuf d'entre elles (ainsi qu'une valse inauthentique) sont numérotées et seules huit ont été publiées (dans les opus 18, 34, 42 et 64) avant sa mort.
En outre, il reste :
- des valses existantes en mains privées, inaccessibles aux chercheurs ;
- des valses que l'on croit détruites ou perdues ;
- des valses dont il existe des preuves documentaires, mais dont les manuscrits ne sont pas connus.

### Authenticité confirmée
Chopin souhaitait que toutes les œuvres non publiées soient brûlées, mais sa sœur Ludwika et Julian Fontana ont tout de même publié les valses 9 à 13 (sous les numéros d'opus 69 et 70).
Six valses composées entre 1826 et 1831 et présentes dans la maison parisienne de Chopin ont d'abord été conservées, puis perdues dans l'incendie involontaire de la maison de Ludwika en 1863.
Six autres valses ont finalement été publiées sous le nom de Valses 14 à 19. Chopin les avait données à des personnes apparentées sans garder les manuscrits. La valse no 18 n'avait pas de titre ; elle est en 
 et présente certaines caractéristiques d'une valse, mais elle est marquée Sostenuto.
Une autre valse en la mineur (en) a été découverte en 2019 et authentifiée en 2024, mais elle n'a pas encore été publiée ni numérotée,,.
Séparément, la dernière variation des Variations sur un air national allemand (Der Schweizerbub), WN 6, se présente sous la forme d'une valse.

### Authenticité douteuse
La valse no 17 n'est pas reconnue comme authentique par l'Institut Frédéric-Chopin (en), qui a attribué aux cinq autres pièces de ce groupe les numéros WN 29, 18, 28, 53 et 63. La no 20 est également inauthentique.
Setrak, découvreur de partitions perdues, cite neuf autres valses composées par Frédéric Chopin : la no 20 en do majeur (1824), la no 21 en do majeur (1826), la no 22 en la bémol majeur (1827), la no 23 en ré mineur (1828 La Partenza), la no 24 en la bémol majeur (1829) et la no 25 en mi bémol majeur (1829).
S'ajoutent à cette liste deux autres valses qui auraient été composées en Angleterre et appartiendraient de nos jours à un particulier : la no 26 en la mineur, dédiée à la comtesse Lubienska (24 août 1824), et la no 27 en si majeur, dédiée à Madame Erskine (cette valse a été découverte par Arthur Hedley).
Enfin, une valse attribuée à Chopin et qui aurait été trouvée dans les papiers d'Ignacy Paderewski a été enregistrée et publiée par Setrak chez Le Chant du Monde en 1983 : la no 28 en fa dièse mineur.

## Grande Valse brillante
La Grande Valse brillante en mi bémol majeur, opus 18 (1831), est la plus longue que Chopin ait composée, la partition compte près de dix pages.

## Opus 34
- Grande Valse brillante en la bémol majeur, op. 34 no 1 (1835).
- Grande Valse brillante en la mineur, op. 34 no 2 : composée en 1831, dans la capitale viennoise, Chopin et son ami Tytus Woyciechowski apprennent que la révolution a éclaté à Varsovie durant le mois de novembre 1830. Tytus doit rentrer aussi vite que possible et Chopin voulait d'abord le suivre mais il restera finalement dans la capitale autrichienne afin de poursuivre son voyage en Europe et se faire connaitre.
- Grande Valse brillante en fa majeur, op. 34 no 3 (1838), la dernière et la plus courte des Valses brillantes.

## Grande Valse nouvelle, opus 42
La Grande Valse nouvelle, op. 42 en la bémol majeur (1840) est la cinquième valse du compositeur.

## Opus 64
- Valse minute en ré bémol majeur, op. 64 no. 1 : cette valse, appelée « Minute », tire son nom de sa courte durée, moins de deux minutes. On l'appelle aussi « Valse du petit chien ».
- Valse op 64 no 2 en ut dièse mineur
- Valse op 64 no 3 en la bémol majeur

## Opus posthume 69
- no 1 en la bémol majeur, aussi nommée « Valse de l'adieu »
- no 2 en si mineur

## Opus posthume 70
(1829)
- no 1 en sol bémol majeur
- no 2 en fa mineur, dédiée à Élise Gavard
- no 3 en ré bémol majeur

Incipit de la valse opus 70 no 2.

## Sans numéro d'opus
Toutes les valses sans numéro d'opus sont posthumes.
- Valse en mi mineur
- Valse en la bémol majeur
- Valse en mi majeur
- Valse en mi bémol majeur
- Valse no 19
- valse découverte en 2019 (en) dans la chambre forte de la Morgan Library and Museum à Manhattan (New York) et authentifiée en 2024

## Discographie
Seuls sont cités ici les enregistrements intégraux (ou quasi-intégraux) ayant été distingués par une récompense :
- 1950-1951 : Dinu Lipatti, EMI[8]
- 1963 : Arthur Rubinstein, RCA
- 1970 : Samson François, EMI
- 1979-1980 : Claudio Arrau, Philips
- 1981 : Setrak, Solstice
- 1991 : Jean-Marc Luisada, Deutsche Grammophon